# 大家洼街道
大家洼街道，是中华人民共和国山東省潍坊市寒亭区下辖的一个乡镇级行政单位。

## 行政区划
大家洼街道下辖以下地区：
王家呈子社区、驾屋社区、大家洼社区、东大家洼社区、河套社区、八里庄子社区、筏子口社区、榆树园子社区、刘家呈子社区、李家呈子社区、郝家呈子社区、太平社区、贤村、柳树村、新兴村、中兴村、东兴村、双河村、周疃一村、周疃二村、周疃三村、周疃四村、西周疃村、孟家庄子村、七里村、南陈村、园子村、石桥村、张家呈子村、烟墩村、郭李央村、魏家官庄村和余粮店村。

## 人口
2010年中国第六次人口普查时，大家洼街道共有人口76459人。共有家庭25273户，平均每户2.73人。14岁以下的少年儿童共11165人，占总人口14.60%；15-64岁人口共58619人，占总人口76.66%；65岁及以上的老年人共6675人，占总人口的8.730%。男性共计39320人，占总人口51.42%；女性共计37139，占总人口48.57%。本地居住的人口中，拥有本地户籍的人口为64044人，占83.76%。